# Comuna Krîmne, Stara Vîjivka
Krîmne (în ucraineană Кримне) este o comună în raionul Stara Vîjivka, regiunea Volînia, Ucraina, formată din satele Iarevîșce și Krîmne (reședința).

## Demografie
Componența lingvistică a satului Krîmne
     Ucraineană (99,85%)
     Alte limbi (0,15%)
Conform recensământului din 2001, majoritatea populației satului Krîmne era vorbitoare de ucraineană (99,85%), existând în minoritate și vorbitori de alte limbi.